# バスク豚

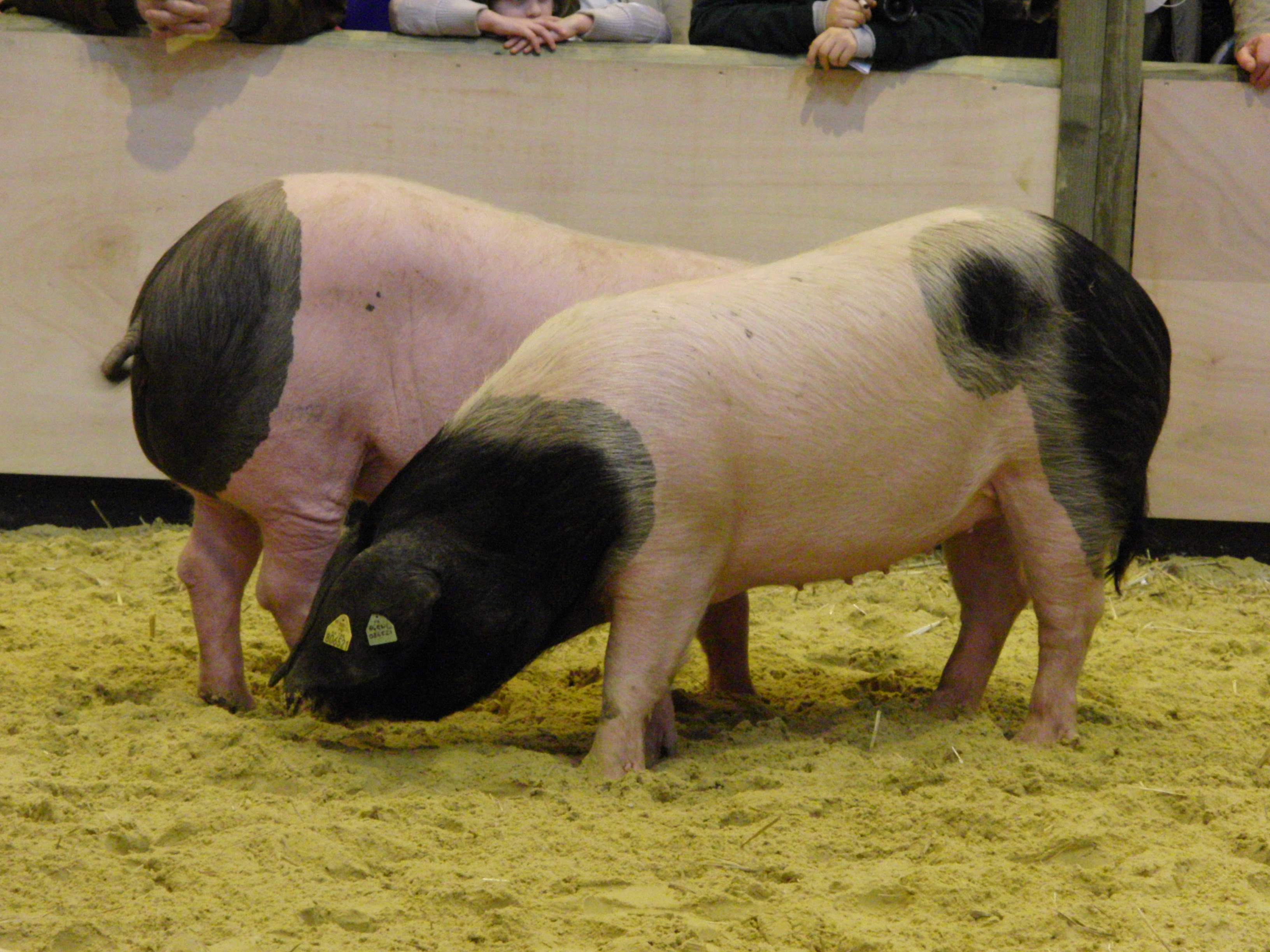
パリで開かれた国際農芸品評会でのバスク豚

バスク豚（バスクぶた、フランス語: Pie noir du Pays basque、英語: Basque pig）とは、豚の一品種。キントア豚とも呼ばれる。本項では以下、「バスク豚」と記述する。
バスク豚は、1929年には13万頭以上いたが、1981年にはメス20頭とオス2頭にまで激減した。
1988年のパリ国際農業博覧会でバスク豚絶滅の危機を知ったピエール・オテイザ（Pierre Oteiza）は、ピレネー＝アトランティック県アルデュー村へバスク豚2頭を連れて帰り、飼育、繁殖を行い、2010年頃には3,000頭以上に復活させている。なお、オテイザはバスク豚復興への貢献をもって2006年にレジオンドヌール勲章（シュヴァリエ）を受賞している。
また、オテイザは2009年にバスク豚から「バスク種キントア豚」へ変更する申請を行っている。キントアはアルデュー村一帯のバスク語での呼称。
バスク豚は黒豚に分類され、頭と尻にブチ模様が入っているのが特徴。
飼育法は、飼料も与えられているが放牧も行われており、クリ、ドングリ、ブナの実などを食べる。